# ريا ميتشيل
ريا ميتشيل (بالإنجليزية: Rhea Mitchell)‏ هي ممثلة أمريكية، ولدت في 10 ديسمبر 1890 ببورتلاند في الولايات المتحدة، وتوفيت في 16 سبتمبر 1957 بلوس أنجلوس في الولايات المتحدة.

## وصلات خارجية
- ريا ميتشيل على موقع IMDb (الإنجليزية)
- ريا ميتشيل على موقع قاعدة بيانات الفيلم (الإنجليزية)